# Gouvernement Papadímos
IIIe République hellénique
G. Papandréou Pikramménos
Le gouvernement Papadímos (en grec moderne : Κυβέρνηση Λουκά Παπαδήμου) est le gouvernement de la République hellénique entre le 11 novembre 2011 et le 17 mai 2012, sous la XIIIe législature du Parlement.
Ce gouvernement d'union nationale est dirigé par l'indépendant Loukás Papadímos, ancien gouverneur de la Banque de Grèce puis vice-président de la BCE. Il succède au gouvernement du socialiste Giórgos Papandréou et cède le pouvoir au gouvernement transitoire de l'indépendant Panagiótis Pikramménos, président du Conseil d'État, après qu'aucune majorité ne s'est dégagée lors des élections anticipées de mai 2012.

## Historique
Dirigé par le nouveau Premier ministre indépendant Loukás Papadímos, ce gouvernement est constitué et soutenu par une coalition d'union nationale entre le Mouvement socialiste panhellénique (PASOK), la Nouvelle démocratie (ND) et l'Alerte populaire orthodoxe (LAOS). Ensemble, ils disposent de 266 députés sur 300, soit 88,7 % des sièges du Parlement.
Il est formé à la suite de la crise politique ouverte le 31 octobre 2011 par l'annonce du Premier ministre socialiste Giórgos Papandréou d'un référendum sur le nouveau plan de sauvetage financier de la Grèce.
Il succède donc au gouvernement de Papandréou, constitué et soutenu par le seul PASOK.

### Formation
Critiqué par les États membres de l'Union européenne et par son propre gouvernement, Papandréou renonce à son projet de consultation populaire dès le 4 novembre et cherche alors à former un exécutif de large entente. Il parvient deux jours plus tard à un accord de principe avec l'opposition de droite et de centre droit, et remet sa démission le 9 novembre. Les discussions entre le PASOK, la ND et la LAOS ne permettent pas de s'accorder sur la désignation de Phílippos Petsálnikos à la tête du cabinet, et les trois partis proposent finalement l'ancien gouverneur de la Banque de Grèce puis vice-président de la Banque centrale européenne Loukás Papadímos,.
Papadímos et son équipe de 16 ministres sont assermentés au palais présidentiel d'Athènes par le président de la République Károlos Papoúlias le 11 novembre, deux jours après le départ du pouvoir de Papandréou. C'est la première fois depuis 1974 et la chute de la dictature des colonels que l'extrême droite participe au pouvoir. Douze ministres de l'équipe sortante, dont le vice-Premier ministre et ministre des Finances Evángelos Venizélos, la ministre de l'Éducation Ánna Diamantopoúlou, le ministre de la Santé Andréas Lovérdos et le ministre de l'Environnement Giórgos Papakonstantínou.

### Évolution
Le 27 février 2012, le ministre de la Protection du citoyen Chrístos Papoutsís démissionne de manière impromptue afin de postuler à la présidence du PASOK. Celle-ci revient finalement à Venizélos, qui remet sa démission le 19 mars, au profit de son vice-ministre Phílippos Sachinídis afin de mener la campagne électorale de son parti,.

### Succession
Conformément à l'accord passé entre les trois partis au pouvoir, des élections législatives anticipées sont convoquées le 6 mai 2012. L'effondrement du PASOK, la forte chute de la ND et l'émergence de la Coalition de la gauche radicale (SYRIZA) empêchant la mise en place d'une majorité stable, le chef de l'État est contraint de rappeler les électeurs aux urnes et charge le président du Conseil d'État Panagiótis Pikramménos de constituer un gouvernement de transition.

## Composition

### Initiale (11 novembre 2011)
| Portefeuille                                                              | Titulaire | Titulaire                                     | Parti |
| ------------------------------------------------------------------------- | --------- | --------------------------------------------- | ----- |
| Premier ministre                                                          |           | Loukás Papadímos                              | Sans  |
| Vice-Premier ministre                                                     |           | Theódoros Pángalos                            | PASOK |
| Vice-Premier ministre Ministre des Finances                               |           | Evángelos Venizélos                           | PASOK |
| Ministre des Réformes administratives et de l'Administration électronique |           | Dimítris Réppas                               | PASOK |
| Ministre de l'Intérieur                                                   |           | Anastasios Giannitsis (el)                    | Sans  |
| Ministre des Affaires étrangères                                          |           | Stávros Dímas                                 | ND    |
| Ministre de la Défense nationale                                          |           | Dimítris Avramópoulos                         | ND    |
| Ministre du Développement, de la Compétitivité et de la Marine            |           | Michális Chryssohoïdis                        | PASOK |
| Ministre de l'Environnement, de l'Énergie et du Changement climatique     |           | Giórgos Papakonstantínou                      | PASOK |
| Ministre de l'Éducation, de la Formation continue et des Religions        |           | Ánna Diamantopoúlou                           | PASOK |
| Ministre des Infrastructures, des Transports et des Réseaux               |           | Mákis Vorídis                                 | LAOS  |
| Ministre du Travail et de la Sécurité sociale                             |           | Giórgos Koutroumánis (el)                     | PASOK |
| Ministre de la Santé et de la Solidarité sociale                          |           | Andréas Lovérdos                              | PASOK |
| Ministre du Développement rural et de l'Alimentation                      |           | Konstantínos Skandalídis                      | PASOK |
| Ministre de la Justice, de la Transparence et des Droits de l'homme       |           | Miltiádis Papaioánnou (en)                    | PASOK |
| Ministre de la Protection du citoyen                                      |           | Chrístos Papoutsís (jusqu'au 27/02/2012)      | PASOK |
| Ministre de la Culture et du Tourisme                                     |           | Pávlos Geroulános                             | PASOK |
| Ministre d'État                                                           |           | Giórgos Stavrópoulos (el)                     | Sans  |
| Ministre d'État                                                           |           | Pantelís Kapsís (el) (à partir du 02/12/2011) | Sans  |

### Remaniement du 7 mars 2012
- Les nouveaux ministres sont indiqués en gras, ceux ayant changé d'attribution en italique.

| Portefeuille                                                              | Titulaire | Titulaire                                                                               | Parti |
| ------------------------------------------------------------------------- | --------- | --------------------------------------------------------------------------------------- | ----- |
| Premier ministre                                                          |           | Loukás Papadímos                                                                        | Sans  |
| Vice-Premier ministre                                                     |           | Theódoros Pángalos                                                                      | PASOK |
| Vice-Premier ministre (jusqu'au 19/03/2012) Ministre des Finances         |           | Evángelos Venizélos (jusqu'au 19/03/2012) Phílippos Sachinídis (à partir du 21/03/2012) | PASOK |
| Ministre des Réformes administratives et de l'Administration électronique |           | Dimítris Réppas                                                                         | PASOK |
| Ministre de l'Intérieur                                                   |           | Anastásios Giannítsis (el)                                                              | Sans  |
| Ministre des Réformes administratives et de l'Administration électronique |           | Dimítris Réppas                                                                         | PASOK |
| Ministre des Affaires étrangères                                          |           | Stávros Dímas                                                                           | ND    |
| Ministre de la Défense nationale                                          |           | Dimítris Avramópoulos                                                                   | ND    |
| Ministre du Développement, de la Compétitivité et de la Marine            |           | Ánna Diamantopoúlou                                                                     | PASOK |
| Ministre de l'Environnement, de l'Énergie et du Changement climatique     |           | Giórgos Papakonstantínou                                                                | PASOK |
| Ministre de l'Éducation, de la Formation continue et des Religions        |           | Geórgios Bambiniótis (en)                                                               | Sans  |
| Ministre des Infrastructures, des Transports et des Réseaux               |           | Mákis Vorídis                                                                           | ND    |
| Ministre du Travail et de la Sécurité sociale                             |           | Giórgos Koutroumánis (el)                                                               | PASOK |
| Ministre de la Santé et de la Solidarité sociale                          |           | Andréas Lovérdos                                                                        | PASOK |
| Ministre du Développement rural et de l'Alimentation                      |           | Konstantínos Skandalídis                                                                | PASOK |
| Ministre de la Justice, de la Transparence et des Droits de l'homme       |           | Miltiádis Papaioánnou (en)                                                              | PASOK |
| Ministre de la Protection du citoyen                                      |           | Michális Chryssohoïdis                                                                  | PASOK |
| Ministre de la Culture et du Tourisme                                     |           | Pávlos Geroulános                                                                       | PASOK |
| Ministre d'État                                                           |           | Giórgos Stavrópoulos (el)                                                               | Sans  |
| Ministre d'État                                                           |           | Pantelís Kapsís (el)                                                                    | Sans  |